# Rossignol komadori
Larvivora komadori
Espèce
Statut de conservation UICN

 NT  : Quasi menacé
Le Rossignol komadori (Larvivora komadori, anciennement Erithacus komadori) est une espèce d'oiseaux de la famille des Muscicapidae.

## Description

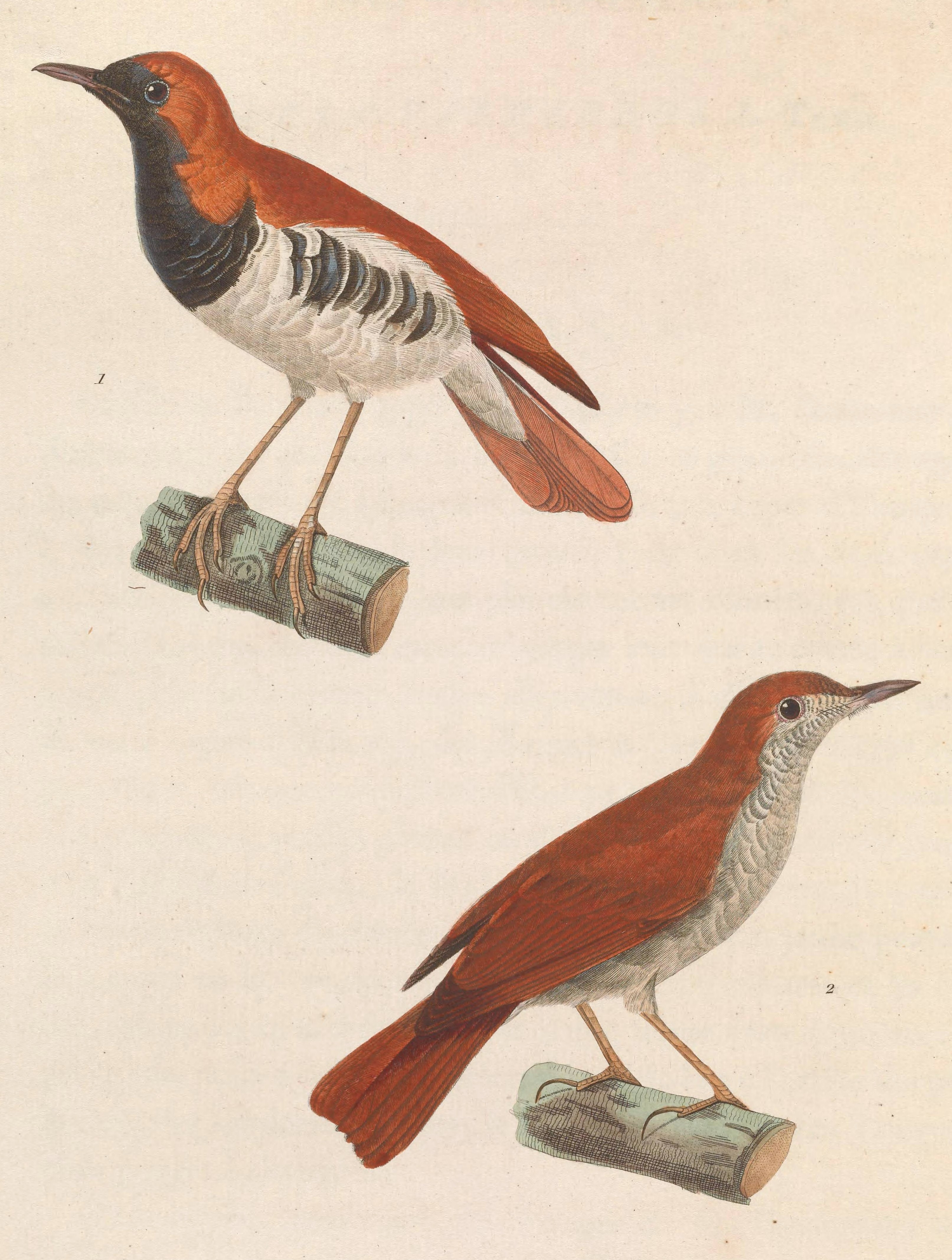
Mâle en haut, femelle en bas.

Le dimorphisme sexuel est notable.

## Répartition
Cette espèce est endémique de l'archipel Nansei.

## Taxonomie
S'appuyant sur diverses études phylogéniques, le Congrès ornithologique international (classification version 4.1, 2014) déplace cette espèce, alors placée dans le genre Erithacus, dans le genre Larvivora.
synonymes
- Sylvia komadori Temminck, 1835
(protonyme)
- Erithacus komadori

nom vernaculaire
En japonais, le rossignol komadori est appelé akahige (アカヒゲ), et c'est le rossignol akahigé (Larvivora akahige) qui est appelé komadori (コマドリ).

### Sous-espèces
Selon le Congrès ornithologique international et Alan P. Peterson il existe deux sous-espèces :
- L. k. komadori (Temminck, 1835) ;
- L. k. namiyei (Stejneger, 1886).